# Ognjen Vranješ
Ognjen Vranješ (* 24. Oktober 1989 in Banja Luka, SFR Jugoslawien) ist ein bosnisch-herzegowinischer Fußballspieler. Seit der Saison 2022/23 spielt er für den türkischen Club Hatayspor.

## Karriere

### Verein
Seine Karriere begann er als Jugendlicher bei FK Borac Banja Luka in seiner Heimatstadt. Als Profi spielte er 2009 für den FK Roter Stern Belgrad. 2010 wurde er an den Klub FK Napredak Kruševac sowie an Sheriff Tiraspol aus Moldawien ausgeliehen. 2011 wechselte er zum russischen Verein FK Krasnodar. Von 2013 bis 2014 stand er bei Alanija Wladikawkas unter Vertrag.
Im Januar 2014 wurde Vranješ an den türkischen Erstligisten Sanica Boru Elazığspor abgegeben. Am Saisonende verließ er diesen Klub wieder.
In der Wintertransferperiode 2014/15 kehrte er in die Türkei zurück und heuerte beim Erstligisten Gaziantepspor an. Im Frühjahr 2016 wechselte er zu Sporting Gijón. Im Sommer 2016 wechselte Vranješ zum Aufsteiger in die Erste russische Liga Tom Tomsk.
Zum Jahreswechsel 2017 wechselte er von dort zum griechischen Verein AEK Athen und zu Saisonbeginn 2018/19 zum belgischen Erstdivisionär RSC Anderlecht mit einem Vertrag für vier Jahre bis Sommer 2022.
Ende November 2018 veröffentlichte Vranješ auf seinem Instagram-Account ein Bild, dessen Untertitel nahelegten, dass er die Gewalt von Fans von AEK Athen gegen Anhänger von Ajax Amsterdam beim Champions-League-Spiel in Athen gut hieß. Der RSC Anderlecht kündigte dafür sofort Konsequenzen an, die sich nicht nur auf eine Geldstrafe beschränken würden. Der Instagram-Account wurde von Vranješ offline geschaltet.
Nur zwei Tage später fiel ein Tattoo an seinem rechten Oberarm auf. Es zeigt Momcilo Dujic, einem serbischen Führer aus der Zeit des Zweiten Weltkrieges.
Der RSC Anderlecht legte schließlich Vranješ nahe, sich einen neuen Verein zu suchen. Sein letzter Meisterschaftsspiel war am 22. Dezember 2018. Seitdem durfte er nur mit der Reserve trainieren.
Am 21. Juni 2019 wurde eine Ausleihe an den AEK Athen für ein Jahr bestätigt. Während Athen nach dieser Ausleihe den Spieler endgültig verpflichten wollte, entschied Vranješ, wieder zum RSC Anderlecht zurückzukehren. Ende Januar 2021 wurde er bis zum Ende der Saison an den Ligakonkurrenten Sporting Charleroi ausgeliehen. Bis dahin hatte er lediglich vier Spiele in dieser Saison für den RSC Anderlecht bestritten und gehörte bei den restlichen Spielen nicht dem Spieltagskader an.
Für Charleroi bestritt er neun von elf möglichen Ligaspielen sowie zwei Pokalspiele. Die Ausleihe endete zum Ende der Saison, so dass er zunächst wieder zum Kader von Anderlecht zählte. Mitte Juli 2021 wechselte er endgültig zum AEK Athen. Vranješ unterschrieb dort einen Vertrag mit einer Laufzeit von zwei Jahren. Der Verein hat die Option, den Vertrag um ein Jahr zu verlängern.

### Nationalmannschaft
Ognjen Vranješ spielte elf Mal für die bosnische U-21-Nationalmannschaft und erzielte zwei Tore. Beide Treffer köpfte er im Spiel gegen die U-21 aus Montenegro.
Die erste Berufung in die bosnische A-Nationalmannschaft erfolgte unter Safet Sušić bei den ersten beiden Qualifikationsspielen für die UEFA EURO 2012 gegen Luxemburg und Frankreich. Sein Debüt gab er am 17. November 2010 im Freundschaftsspiel gegen die Slowakei.